# Santi García Cremades
José Santiago García Cremades (Molina de Segura, Murcia, 13 de octubre de 1985), conocido como Santi García Cremades, es un matemático, profesor y divulgador científico español que actualmente colabora en RTVE y Atresmedia y dirige el programa Raíz de 5 de Radio 5 de Radio Nacional de España. Desarrolla su investigación sobre modelos matemáticos aplicados a la genómica, epidemiología y periodismo científico.
Es investigador temporal en el Centro de Investigación Operativa (CIO) de la Universidad Miguel Hernández de Elche, donde también ejerce como profesor Asociado de Estadística. Santi es un reconocido divulgador científico por sus charlas y colaboraciones en radio y televisión a nivel nacional, cuya especialidad es el monólogo científico y el uso de la comedia y la guitarra para explicar conceptos de Matemáticas, Estadística y Ciencia de una forma original y cercana.

## Biografía
Nació en la ciudad de Molina de Segura (Murcia) el 13 de octubre de 1985. Cursó sus estudios en la Universidad de Murcia, graduándose en la Licenciatura de Matemáticas en 2008 y obteniendo un Máster en matemática avanzada en 2010. Comenzó en 2011 como investigador sobre estudios genómicos de caso-control sobre demencias, con la Fundación ACE de Barcelona y en 2021 publicó su primer artículo científico sobre modelos predictivos de contagios COVID con el uso de variables de movilidad de Google. Desde 2015 hasta la actualidad es profesor Asociado de la Universidad Miguel Hernández de Elche. En 2018, entró como miembro en la Academia de TV. En 2019 comenzó un doble Doctorado en Matemática Aplicada y en Ciencias Sociales sin haberlos concluido. Se dedica a la divulgación científica desde 2014, con contenidos periódicos en diferentes medios nacionales y una importante presencia en redes sociales.
Durante la etapa de la pandemia de enfermedad por coronavirus ha sido una referencia en la evolución de los datos en España, investigando y comunicando diferentes modelos matemáticos de los datos de la pandemia apareciendo repetidamente en programas como Liarla Pardo, La Sexta Noche, La Mañana de La 1, Informativos de Antena 3 con Vicente Vallés o El Programa de AR. Por su labor, fue reconocido con el Premio Importantes 2020 en el Diario Información. Además y el premio al mejor Divulgador Científico del año 2021, por la Asociación de Divulgación Científica de Murcia. Ha sido una de las caras de las fiestas de Murcia en 2021, con un cartel que desató la polémica en los medios, junto con Raquel Sastre. Colabora en RTVE en Mapi (programa de televisión) y en Radio Nacional en Gente Despierta y De Vuelta, y en ATresMedia en La Sexta, en La Roca, con Nuria Roca y en Onda Cero en Más De Uno, con Carlos Alsina. 
Como investigador, tiene entre los artículos científicos más leídos en 2021, su artículo sobre predicciones epidemiológicas a través de datos de movilidad de Google. Es secretario del Curso de Verano Aula Ortega y Gasset de la UIMP, junto con Alfredo Corell.

## Divulgación científica
Compatibiliza su labor docente e investigadora con la divulgación científica, donde ha realizado, entre otras, las siguientes actividades como divulgador:

### Teatro y eventos
- Autor de la obra La Música de las Matemáticas, estrenada con la Orquesta Sinfónica de la Región de Murcia en el Teatro Circo de Murcia (2021).
- Presentador de Noches de Ciencia, un sábado al mes, en el Clan Cabaret de Alicante.
- Es miembro del grupo Big Van Ciencia desde 2014, dedicados (LaTex) a la divulgación científica con el objetivo de llevar la comunicación científica a todo tipo de públicos.
- Ha sido actor y productor de la obra Monólogos Científicos Big Van en el Teatro Cofidis Alcázar de Madrid durante tres temporadas (2015-2017).[11]
- Actor y escritor de la obra Galileo Superstar, con Ricardo Moure, interpretada en el evento Naukas Bilbao 2016.

### Televisión
- Colaborador en el programa Más Vale Tarde de La Sexta y Cuatro Al Día de Cuatro desde mayo de 2023.
- Colaborador en el programa La Roca, con Nuria Roca, de La Sexta, desde octubre de 2021.
- Colaborador en el programa Mapi TVE, desde agosto de 2022.
- Colaborador y reportero de Órbita Laika, con Goyo Jiménez y junto a Pedro Duque, Dani Jiménez y Gloria García-Cuadrado, durante dos temporadas (2016-2018).[12]
- Colaborador en el programa La Aventura del Saber de La 2 TVE, durante 2019.
- Colaborador en el programa A La Ventura de À Punt, desde 2020.

### Radio
- Más de Uno de Onda Cero, con Carlos Alsina, donde plantea un reto matemático a la semana.
- Desde marzo de 2017 es director y presentador del programa Raíz de 5 en Radio 5 de Radio Nacional de España.
- Gente Despierta de RNE, desde 2019, con Alfredo Menéndez, David Sierra y Ramón Arangüena.
- Las Mañanas de RNE, con Alfredo Menéndez (2016-2018).
- Esto Me Suena de RNE (2019).
- De Vuelta de RNE, desde 2020, con Inma Palomares.

### Internet
- Autor del canal de YouTube llamado Raíz de Pi, con un total de más de 2 millones de visualizaciones y más de 50 mil suscriptores.
- Colaborador de los proyectos Science Truck,[13] Telecienciario,[14] Llámalo Equis y El Microondas.
- Coordinador y autor del proyecto Protoon: humor gráfico y ciencia,[15] para el periódico El Mundo (España).

## Reconocimientos
- Placa de Honor por la divulgación de la ciencia, XXV Premios de la Asociación Española de Científicos 2023.
- Premio Divulgador del año 2021, por ADCMurcia.[16]
- Premio Importantes 2020, reconocimiento por al área de Tecnología.
- 3er Premio del concurso de monólogos científicos FameLab España (2014) y 2.º Premio Fundación Aquae (2014).

## Obras
- García Cremades, Santi (5 de octubre de 2017). Un número perfecto. Oberón Libros. p. 288. ISBN 9788441538955.
- Coautor de los libros Si venimos del mono, ¿por qué somos tan cerdos? y El murciélago que la lio parda, de Big Van Ciencia.
- Coautor del libro Ciencia y Periodismo. Una es de Marte y otra es de Venus, de la UMH.